# حب وكبرياء (فلم)
حب وكبرياء هو فيلم رومانسي مصري من إخراج حسن الإمام وبطولة نجلاء فتحي، محمود ياسين، حسين فهمي وسمير صبري.عرض الفيلم في 3 يوليو 1972.

## نبذه
يتعرض والد زيزي لأزمة طاحنة، وتقدم زيزي حسين بصفته خطيبها وتتزوجه لمجرد أن تحافظ على كبريائها بعد هجران عادل لها. وبعد الزواج تصارح زيزي حسين أنها لا تحبه فيتفق معها على الطلاق بعد فترة مناسبة وأثناء هذه الفترة تعرف زيزي أن حسين يساعد والدها في أزمته المالية دون أن يذكر لها شيئًا.

## طاقم العمل
- نجلاء فتحي بدور زيزي [2]
- محمود ياسين بدور حسين
- حسين فهمي بدور عادل
- سمير صبري بدور أحمد
- مديحة كامل بدور كوثر
- عماد حمدي بدور والد زيزي

## وصلات خارجية
- مقالات تستعمل روابط فنية بلا صلة مع ويكي بيانات